# Споразум у Алкасовасу
Споразум у Алкасовасу (познат и као Мир Алкасовас-Толедо) потписан је 4. септембра 1479. године између Католичких краљева Кастиље и Арагона, с једне стране, и Алфонса V и његовог сина, Принца Жоао од Португалије, с друге стране. Означио је крај Рата за Кастиљанско наслеђе, који се завршио победом Кастиљанаца на копну   и португалском победом на мору. Четири мировна уговора потписана у Алкасовасу посведочила су о том исходу: Исабела је препозната као краљица Кастиље док је Португал задобио хегемонију на Атлантском мору.
Мир је настојао да регулише:
- Одступање Алфонса V и Кастиљанских краљева са кастиљанског и португалског трона
- Подела Атлантског океана и прекоморских терирорија на две зоне утицаја
- Судбина Хуане Белтранке
- Брачни уговор између Исабеле, најстарије ћерке Катличких краљева, и Алфонсо, наследник принца Жоана. То је било познато као Терсерија Моуре, и укључивао је плаћање Кастиљанских краљева Португалу ратну одштету у облику мираза.[3]
- Помиловање кастиљанских присталица Хуане

## Рат за Кастиљанско наслеђе
Након смрти Енрикеа IV 1474. године, око Круне Кастиље сукобили су се полусестра краља, Исабела I од Кастиље, удата за Фернанда Арагонског, и краљева ћерка, Хуана, позната и као Белтранка, јер се сумњало да јој је отац наводно био Белтран де ла Куева. У наредном грађанском рату, Алфонсо V од Португала оженио се Хуаном и упао је у Кастиљу (мај 1475.), бранећи њена права.
Паралелно са династичком борбом, одржавао се и тежак морски рат између флота Португала и Кастиље за приступои контролу поморских територија, посебно Гвинеје, чије су злато и робови представљали срж португалске моћи. Главни догађаји у рату биле су: одлучујућа  битка код Тороа (1. марта 1476.), претворена у стратешку победу од стране Католичких краљева и битка код Гвинеје (1478.), која је Португалу обезбедила хегемонију на Атлантику и спорним територијама.

## Исходи споразума
- Хуана Белтранка и Алфонсо V су издејствовали своја права на кастиљански престо у корист Катлочких краљева, који су одустали од својих захтева за португалски престо.
- Дошло је до поделе атлантских територија између двеју држава и до разграничења дотичних сфера утицаја.
- Са изузетком Канарских острва, све територије и обале расправљане између Португала и Кастиље остале су под португалском контролом; Гвинеја са својим рудницима злата, Мадеира (откривена 1419.), Азорска острва (откривена 1427.) и Зеленортска острва (откривена око 1456.). Португал је такође освојио ексклузивна права на освајање Марока.
- Кастиљанска права на Канарска острва су призната док је Португал добио ексклузивна права на пловидбу, освајајући и тргујући по Атланстику северо од Канарских острва. Стога, Португал је постигао хегемонију у Атлантику, не само на  познате територије, већ на оне откривене у будућности. Кастиља је ограничена на Канарска.
- Португал је добио ратну одштету од 106, 676 добле злата у облику Исабелиног мираза.
- Оба детета (Исабела и Алфонсо) остали су у Португалу под режимом Терсеријас, у селу Моура, док чекају одговарајуће године. Католички краљеви су били одговорни за све трошкове одржавања Терсеријаса. Хуана је морала да бира између остајања у Португалу и уласка у верски ред и женидбе за принца Хуана, сина Католичких краљева: одлучила се за друго.
- Кастиљанске присталице Хуане и Алфонса биле су помиловане.

## Поседи
Овај споразум, потврђен касније папском булом Aeterni regis из 1481. године, у основи је Португалцима дао слободну владавину за експлоатацију дуж обале Африке гарантујући суверенитет Кастиље у Канарским острвима. Такође је забранио Кастиљанцима да плове по португалским поседима без дозволе Португала. Споразум у Алкасовасу, успоствљајући кастиљанске и португалске сфере контроле у Атлантику, решио је период отвореног непријатељства, али је такође поставио основу за будућа захтеве и сукобе.
Португалски супарник Кастиља је био нешто спорији у започињању истраживања Атлантика од својих суседа, тек крајем XV века кастиљански мореппловци почињу да се боре са својим иберијским суседима. Први сукоб је био за контролу Канарских острва, који је одвојила Кастиља. Тек по уједињењу Кастиље и Арагона и завршетка Реконкисте су се веће земље у потпуности посветиле потрази за нових трговачки рута и поморских колонија. Уједињени владари државе решили су 1492. да финансирају експедицију Кристифора Колумба, за коју су се надали да ће заобићи португалски кључ за Африку и Индијски океан, и да ће у ствари доћи до Азије путујући западно од Атлантика.

## Последице
Споразум у Алкасовасу може се сматрати прекратницом у историји колонијализма. Био је један од првих међународних докумената који формално оцртава начело да је европска силе овлашћене да поделе остатка света у ,, сфере утицаја“ и колонизују територије које се налазе у тим сферама, те да било који аутохтони народ који тамо живи не мора да тражи сагласност. Ово је остало генерално прихваћено начело у идеологији и обичају еврпских сила све до деколонизације XX века. Споразум у Алкасовасу могао би се сматрати узором за многе касније међународне уговоре и инструмената заснованих на истом основном принципу.